# Nicoletta Orsomando
Nicoletta Orsomando (Casapulla, 11 de janeiro de 1929 – 21 de agosto de 2021) foi uma locutora e atriz e italiana.
Foi a primeira locutora italiana em 1953 e por isso è considerada a decana dessa categoria na Itália.

## Biografia
Nascida em 1929 em Casapulla, na época em província de Nápoles, mudou-se ainda pequena com sua família para Mazzarino, depois para Lavello. Em seguida, a família mudou-se para Littoria (atual Latina) e finalmente para Roma.
Apareceu pela primeira vez em 22 de outubro de 1953 nas casas daqueles poucos italianos já donos de uma televisão, para fazer o primeiro anúncio como locutora: ela apresentava uma emissão para crianças, um documentário sobre a Encyclopædia Britannica.
Em 2010, participou das variedades de Rai 1, Ensine-me sonhar, dirigido por Pino Insegno. No início de 2011, participou de Domenica In na emissão In Onda, dirigido por Lorella Cuccarini.
Colaborou com a revista mensal 50 & Più em uma coluna na qual respondia às cartas dos leitores da revista.
A morte de Orsomando foi divulgada em 21 de agosto de 2021, ocorrida em Roma.

## Filmografia
- Piccola posta, dir. Steno (1955), ela mesmo
- Parenti serpenti, dir Mario Monicelli (1992), ela mesmo

## Honrarias
- Oscar Capitolino em 1977
- Ordem de Mérito de 3ª Classe - Comendador: — Roma, 1994[3]